# پوکوند
پوتیوند (به مجاری:  Potyond) یک شهرداری در مجارستان است که در ناحیه چورنا واقع شده‌است. پوکوند ۲٫۸۴ کیلومتر مربع مساحت و ۹۷ نفر جمعیت دارد.